# William Boon
William Robert Boon FRS (20 de março de 1911 – 28 de outubro de 1994) foi um químico britânico.
Estudou no King's College de Londres (BSc; PhD).
Recebeu o Prêmio Mullard da Royal Society em 1972 e foi eleito membro da Royal Society em 1974.